# Wagneriana uropygialis
Wagneriana uropygialis là một loài nhện trong họ Araneidae.
Loài này thuộc chi Wagneriana. Wagneriana uropygialis được Cândido Firmino de Mello-Leitão miêu tả năm 1944.